# باندولف الرابع من كابوا
باندولف الرابع (توفي 1049 أو 1050) كان أمير كابوا في ثلاث مناسبات منفصلة. اصطف باندولف في صف البيزنطيين في حربهم مع الإمبراطورية الرومانية المقدسة مما أدى إلى سجنه بعد حصار كابوا والاستيلاء عليها.